# لا خينيتا
بلدية لا خينيتا (بالإسبانية: La Gineta) هي بلدية تقع في مقاطعة البسيط التابعة لمنطقة كاستيا لا مانتشا وسط إسبانيا.

## الديموغرافيا
بلغ عدد سكان بلدية لا خينيتا 2.563 نسمة عام 2011 (وفقاً للمعهد الوطني الإسباني للإحصاء).
| 2.083 | 2.064 | 2.072 | 2.141 | 2.252 | 2.218 | 2.563 |